# Cal Peret de l'Isidret
Cal Peret de l'Isidret és una casa de Maials (Segrià) inclosa a l'Inventari del Patrimoni Arquitectònic de Catalunya.

## Descripció
Casa mitgera de planta baixa i dos pisos, amb l'interior completament reformat i de construcció d'aquest segle. Els elements més destacats són la porta d'entrada -ben treballada- i una finestra del darrere que dona al carrer del Vall núm. 18, que reflecteixen l'obra d'un artista local. Ambdós elements formaven part en principi de la casa del costat al Carrer Major núm. 25 també inventariada.